# Рома, Нани
Хоа́н Ро́ма Карара́ч (исп. Joan Roma Cararach; род. 17 февраля 1972 года, Фольгеролес), более известный как На́ни Ро́ма (исп. Nani Roma) — испанский мото- и автогонщик, выступающий в ралли-рейдах. Победитель Ралли Дакар 2004 в зачёте мотоциклов и Дакара 2014 в зачёте внедорожников.

## Карьера
В детстве Хоан Рома посещал секцию футбола, играл на позиции вратаря. Вскоре ему наскучило это занятие, и он заинтересовался мотоциклетным спортом. В своей первой гонке в карьере Рома участвовал, воспользовавшись гоночной лицензией друга. Хоану удалось победить, и  после этого он решил стать профессиональным мотогонщиком. Рома начал выступать в соревнованиях по эндуро, и в начале 1990-х годов к нему пришли первые большие успехи: в 1991-м он занял второе место в молодёжном чемпионате Испании в категории 125 куб. см, в 1994-м выиграл чемпионат Европы в категории Senior.
В 1996 году Рома впервые принял участие в ралли-марафоне «Дакар», но финишировать не смог. Последующие попытки покорить африканский марафон неизменно оборачивались неудачей, хотя в гонках чемпионата мира по ралли-рейдам Рома часто занимал призовые места и одержал несколько побед.
В 2000 году на «Дакаре» Нани возглавлял общий зачёт, но за три дня до финиша на его мотоцикле KTM отказал двигатель, и он был вынужден долгое время ждать грузовик технической помощи. В 2002-м Хоан, долгое время шедший вторым, заблудился на одном из заключительных спецучастков. Пытаясь отыграть упущенное время, он попал в аварию и сошёл с дистанции. «Дакар-2003» также закончился для него сходом из-за травм, полученных во время падения на 9-м этапе. За Ромой прочно закрепилась репутация главного неудачника «Дакара». Но в 2004 году спортивная фортуна наконец-то улыбнулась ему – он захватил лидерство на восьмой день марафона и сумел удержать его до самого финиша.
Одержав долгожданную победу в «Дакаре», Хоан решил завершить активную карьеру мотогонщика и перейти в зачёт автомобилей. В октябре 2004 года заводская команда Mitsubishi официально подтвердила подписание контракта с испанцем. Рома защищал цвета японской марки на протяжении четырёх с половиной лет.
«Дакар-2005» он завершил на 6-м месте, а в следующем году замкнул призовую тройку. В 2007 и 2009 годах результаты были более скромными – 13-е и 10-е место соответственно.
В феврале 2009 года руководство Mitsubishi объявило об уходе из ралли-рейдов. Летом Рома присоединился к полузаводскому коллективу X-Raid. На «Дакаре-2010» Хоан сошёл с дистанции после аварии на третьем этапе. Вскоре он покинул X-Raid и в следующем году выступал на внедорожнике Nissan в составе бельгийской частной команды Overdrive. Поломка автомобиля на девятом спецучастке помешала ему закончить гонку. 
Весной 2011 года Рома вернулся в X-Raid. «Дакар-2012» стал самым успешным в его карьере автогонщика – он выступал за рулём MINI All4 Racing и финишировал вторым, уступив лишь своему напарнику по команде Стефану Петеранселю. Выиграл «Дакар-2014» заняв первое место за рулём MINI All4 Racing; в этой победе не обошлось и без интриги, так как всю гонку лидировал коллега по команде Стефан Петерансель, но на последнем этапе по решению руководства MINI француз был вынужден отдать победу испанцу, удовлетворившись серебром; многие считают что такое завершение ралли стало последней каплей в решении француза уйти из команды MINI в Peugeot., а испанец в интервью на «Дакар-2015» неохотно прокомментировал: "Эта книга уже написана, время перевернуть страницы".

## Победы
Мото
- Ралли-марафон «Дакар»: 2004
- Чемпионат Европы по эндуро в категории Senior: 1994
- Чемпионат Испании по эндуро: 1997
- Баха Испании: 1995, 1997, 1999, 2002
- Итальянская Баха: 1999
- Ралли Туниса: 2002
- Ралли Сардинии: 2003
- Ралли Фараонов: 2003

Авто
- Баха Испании: 2005, 2009

## Личная жизнь
Женат, имеет двух дочерей и сына. Жена Хоана Ромы — Роза Ромеро тоже занимается мотоспортом, но на любительском уровне. Роза принимала участие в ралли-марафоне «Дакар» в 2006 и 2012 годах, но финишировать ей не удавалось.
Вместе с семьей проживает в Санта-Мария-де-Мерлес.
Хобби: велоспорт, горные лыжи, скалолазание.